# Gasellhorn

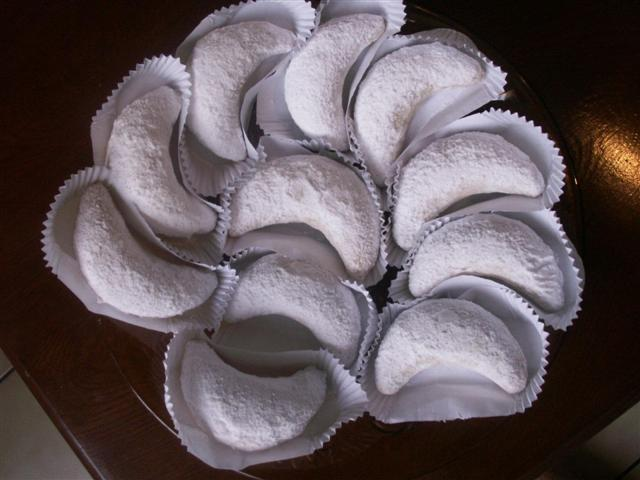
Gasellhorn (tcharak) från Algeriet

Gasellhorn (franska: cornes de gazelles eller cornes de gazelle, arabiska: kaab el ghzal) är bågformade små mandelkakor som är populära i Tunisien, Algeriet och Marocko. De är mördegskakor med mandelfyllning, och är smaksatta med apelsinblomvatten.  
I Algeriet kallas kakorna tcharak.